# Maden (Turquie)
Pour les articles homonymes, voir Maden.
Maden est une municipalité et district de 10 329 habitants, établi sur les pentes d'une vallée au pied de la montagne Mihrap sur la rive du Maden Çayı. Maden, très riche en ressources souterraines, est l'un des bassins miniers les plus anciens et importants de Turquie.

## Géographie
Le district de Maden a été établi dans la région de l'Anatolie orientale, au pied des montagnes du Taurus du sud-est, dans la section du Haut-Euphrate, traversé par le Tigre et son affluent local, le Maden Çayı. L'altitude du centre du district est de 1054 m. Sa superficie est de 939 km².
Le nom de Maden signifie « la Mine » en turc. Les gisements de cuivre, exploités depuis 4000 av. J.-C., sont toujours actifs avec une production de 20 000 tonnes par an. L'accumulation depuis des millénaires des déchets miniers d'argent, plomb, cuivre, zinc et chrome pose d'importants problèmes d'environnement.

## Histoire
Maden appartient successivement aux Hourrites, au royaume du Mitanni en 1450 av. J.-C., plus tard à l'Empire romain, aux Abbassides pendant la propagation de l'islam, aux Seldjoukides d'Anatolie entre 1077 et 1308 et à leurs vassaux les Saltukides entre 1071 et 1202, à la tribu turkmène des Qara Qoyunlu depuis 1335 et à celle des Aq Qoyunlu depuis 1481.
Lorsque Ismaïl Ier a commencé à établir et étendre l'État séfévide, il a avancé les frontières de l'État vers l'ouest, prenant Harput et Maden aux Aq Qoyunlu et en l'ajoutant à son propre pays.
Après la victoire de Çaldıran, lorsque les armées de Sélim Ier Sélim Ier ont conquis l'Anatolie orientale, Maden était entre les mains des chiites Umera. Les armées de l'Empire ottoman ont ajouté Maden à son territoire en 1515.
Rechid Mehmed Pacha, nommé en 1834 pour faire des réformes et rétablir l'autorité de l'État dans les provinces de l'Est, exerçait également les fonctions de gouverneur et de commandant des provinces de Sivas, Harput, Diyarbakır et de Maden. Maden est rattaché à l'eyalet de Diyarbakır jusqu'en 1879 puis au vilayet de Mamouret-ul-Aziz jusqu'en 1924. Sous la République de Turquie, elle devient un district de la province d'Elâzığ.

## Personnalités liées
- Fethiye Çetin, avocate, femme de lettres et militante des droits de l'homme turque, née à Maden en 1950.
- Fatih Kısaparmak (1961-)